# M'Balel
M'Balal (également translittéré en français M'Balal) est une commune de Mauritanie située dans le département de Keur Macène de la région de Trarza.

## Géographie
M'Balal est situé à 45 km à l'ouest de la commune de Rosso, le long du fleuve Sénégal formant la frontière avec le pays homonyme. Le chef-lieu de la commune est le village de M'Balal.
Les villages de la commune sont : El Aiwej, Lebeired, N'tarcha, Nouelky, El Megja, Bavreichiya, Aghandjayit, Boumbry, Aweivya, Arafat-Mouftah El Kheir, M'Bouss, PK 55, Hsey El Ghassalat, Tigoumatine, Hsey Jedaa, Nteinou, Bouteidouma, El Khawara, El Jamee.

## Histoire
Avant l'indépendance de la Mauritanie, les autorités du cercle de Rosso décident de créer un nouveau site de peuplement[réf. nécessaire] et choisissent un lieu situé à une trentaine de kilomètres de l'ancienne piste reliant Rosso à Nouakchott (appelée localement « Elmir ») pour fonder en 1957[réf. nécessaire] la commune de M'Balel où est ouverte une école (l'une des premières du Trarza[réf. nécessaire]) et des infrastructures de base pour la survie[réf. nécessaire]. Le village de M'Balel était alors toujours administrativement rattaché à la commune de Rosso[réf. nécessaire].
En 1986, les redécoupages administratifs de l'État mauritanien rattachent M'Balel à la commune de Keur Macène. À la création des communes rurales M'Balel devient une commune autonome[réf. nécessaire] regroupant plusieurs villages.